# Franz Theodor von Guttenberg
Franz Theodor Dominik von Guttenberg, auch Franz Dietrich, (* 25. Mai 1652 in Neunkirchen am Brand; † 2. Juni 1717) war ein römisch-katholischer deutscher Geistlicher.
Von Guttenberg wurde am 16. Mai 1693 zum Priester für das Bistum Augsburg geweiht. Papst Clemens XI. ernannte ihn am 1. Juli 1716 zum Titularbischof von Dardanus und Weihbischof in Augsburg. Johann Franz Schenk von Stauffenberg, Bischof von Konstanz, spendete ihn am 6. September 1716 in Meersburg die Bischofsweihe. Mitkonsekratoren waren Johann Adam Nieberlein, Weihbischof in Eichstätt, und Konrad Ferdinand Geist von Wildegg, Weihbischof in Konstanz.